# Tirschenreuth (distrito)
Tirschenreuth é um distrito da Alemanha, na região administrativa de Oberpfalz, estado de Baviera. Com uma área de 1085,08 km² e com uma população de 75.953 habitantes (2008).

## Cidades e Municípios
| Cidades                                                                                         | Mercados/Markt                                                                                 | Verwaltungsgemeinschaften                                     | Municípios livres |
| ----------------------------------------------------------------------------------------------- | ---------------------------------------------------------------------------------------------- | ------------------------------------------------------------- | --- |
| 1. Bärnau 2. Erbendorf 3. Kemnath¹ 4. Mitterteich¹ 5. Tirschenreuth 6. Waldershof 7. Waldsassen | 1. Falkenberg¹ 2. Fuchsmühl 3. Konnersreuth 4. Mähring 5. Neualbenreuth 6. Plößberg 7. Wiesau¹ | 1. Kemnath 2. Krummennaab 3. Mitterteich 4. Neusorg 5. Wiesau | 1. Brand 2. Ebnath 3. Friedenfels 4. Immenreuth 5. Kastl 6. Krummennaab 7. Kulmain 8. Leonberg 9. Neusorg 10. Pechbrunn 11. Pullenreuth 12. Reuth bei Erbendorf |
| ¹ administrado por um Verwaltungsgemeinschaft                                                   |                                                                                                |                                                               | |